# Terebieżów Górny
Terebieżów Górny (błr. Верхні Церабяжоў; ros. Верхний Теребежов) – agromiasteczko na Białorusi, w rejonie stolińskim obwodu brzeskiego, około 10 km na południowy zachód od Stolina, nad meandrami starorzecza Horynia, na granicy białorusko-ukraińskiej.

## Historia
Po II rozbiorze Polski w 1793 roku tereny Terebieżowa, wcześniej należące do województwa brzeskolitewskiego Rzeczypospolitej, znalazły się na terenie guberni mińskiej Imperium Rosyjskiego. 
Po ustabilizowaniu się granicy polsko-radzieckiej w 1921 roku Terebieżów Górny znalazł się na terenie Polski, w gminie Terebieżów w powiecie stolińskim województwa poleskiego. W 1928 roku gminę zlikwidowano, a Terebieżów Górny wszedł w skład gminy Stolin, od 1945 roku – w ZSRR, od 1991 roku – na terenie Republiki Białorusi.
W 1963 roku urodził się tu Alaksandr Jaraszewicz, polityk białoruski.

## Dziś
Obecnie Terebieżów Górny jest ostatnią białoruską wsią na drodze P88 z Turowa na Białorusi do Sarn na Ukrainie.
Kilometr na południe od Terebieżów Górny leży Terebieżów Dolny, w którym przed II wojną światową znajdował się pałac Oleszów.